# Smilisca baudinii
Smilisca baudinii, rana arborícola mexicana, también conocida como rana arbórea de Baudin o rana trepadora, es una especie de anfibio anuro de la familia Hylidae; de esta familia deriva el género Smilisca (ranas de madriguera) y de ahí la especie baudinii.  Es nativa de América Central y el sur de América del Norte. Alcanza una longitud hocico cloaca de 6 cm. De cuerpo robusto, los machos poseen un par de sacos vocales debajo de la cabeza. Su piel es lisa de coloración muy variada, frecuentemente tiene manchas oscuras en un fondo claro de color café, crema o verde olivo; el vientre es granular de color crema y sin manchas. Las patas tienen manchas transversales.

## Distribución y hábitat
Su área de distribución incluye América Central: Panamá, Costa Rica, Nicaragua, Honduras, El Salvador, Guatemala, Belice) y el sur de Norteamérica Texas y México (En México, de los 32 estados que lo conforman se ha observado en 25 de ellos). Su hábitat natural es variado y se compone de bosque húmedo perennifolio hasta sabanas con vegetación xerófila. También habita en jardines con piscinas o estanques. Su distribución altitudinal oscila entre 0 y 1610 m s. n. m.
En México y de acuerdo a la NOM-059-SEMARNAT-2010, la especie no se encuentra bajo ninguna categoría de riesgo.